# المصدر (لوحة)
المَصْدَر (بالفرنسية: La Source) هي لوحة زيتية بريشة الرسام الفرنسي الكلاسيكي الجديد جان أوغست دومينيك إنجرس. بدأ العمل على أللوحة في فلورنسا حوالي عام 1820 ولم تكتمل حتى عام 1856 في باريس. عندما أكمل إنجرس هذه العمل، كان يبلغ من العمر ستة وسبعين عامًا. تصور اللوحة إعادة تخيلية لأفروديت واحدة من آلالهة الأولمبيون الإثني عشر. ساعد اثنان من طلاب إنجرس، الرسامان بول بالزي وألكسندر ديجوف، في إنشاء الخلفية وجرة الماء. اللوحة الآن في متحف أورسي في باريس. 

## الوصف
تصور اللوحة امراة عارية تقف منتصبة في شق بين الصخور وتحمل في يديها إبريقًا يتدفق منه الماء. وبالتالي فهي تمثل مصدرًا للمياه أو نبعًا، والذي مصدره هو الكلمة الفرنسية source العادية، والتي تعتبر، في الأدب الكلاسيكي، مقدسًا للإلهام وتستعمل للإلهام الشعري. إنها تقف بين زهرتين، مع التلميج «لقابليت الذكور الذين يرغبون في قطفهم»، وهي محاطة بنيات اللبلاب، ونبات ديونيسوس إله الفوضى والتجدد والنشوة. المياه التي تصبها تفصلها عن المشاهد، لأن الأنهار تحدد الحدود التي يمثل عبورها أهمية رمزية.
يقترح مؤرخا الفن فرانسيس فاول وريتشارد طومسون أن هناك «وحدة رمزية للمرأة والطبيعة» في لوحة المصدر ، حيث تعمل النباتات المزهرة والمياه كخلفية يملأها إنجرس «بسمات المرأة الثانوية».

## استقبال
كان المعرض الأول للوحة في عام 1856 ، وهو العام الذي اكتملت فيه. استقبلت اللوحة بحماس.  حصل دوشاتيل (سياسي فرنسي) على اللوحة عام 1857 بمبلغ 25000 فرنك. أخذت الدولة ملكية اللوحة في عام 1878 وانتقلت إلى متحف اللوفر. في عام 1986 تم نقلها إلى متحف أورسي. تم عرض اللوحة بشكل متكرر ونشرها على نطاق واسع.
هالدين ماكفول في كتابه «تاريخ الرسم»: يصف المصدر بأنها «لوحة رائع من صنع إنجرس يُعرف بها الرسام بشكل رئيسي». لاحظ كينيث كلارك في كتابه «الجمال الأنثوي» كيف تم وصف المصدر بأنها «أجمل شخصية في الرسم الفرنسي.»  أشار والتر فريدلاندر في ديفيد إلى ديلاكروا إلى المصدر ببساطة باعتباره أشهر لوحات إنجرس.
نموذج اللوحة كان الابنة الصغيرة لبواب إنجرس. في كتابه «اعترافات شاب»، كتب الروائي الأيرلندي جورج مور «ما الذي يهمني أن فضيلة خادمة تبلغ من العمر ستة عشر عامًا كانت ثمن إنجرس للمصدر؟ ماتت من الشراب والمرض في المستشفى لا شيء عند مقارنتها بالأساسيات التي يجب أن أحصل عليها من المصدر ، ذلك الحلم الرائع للبراءة.» 

## الرسام

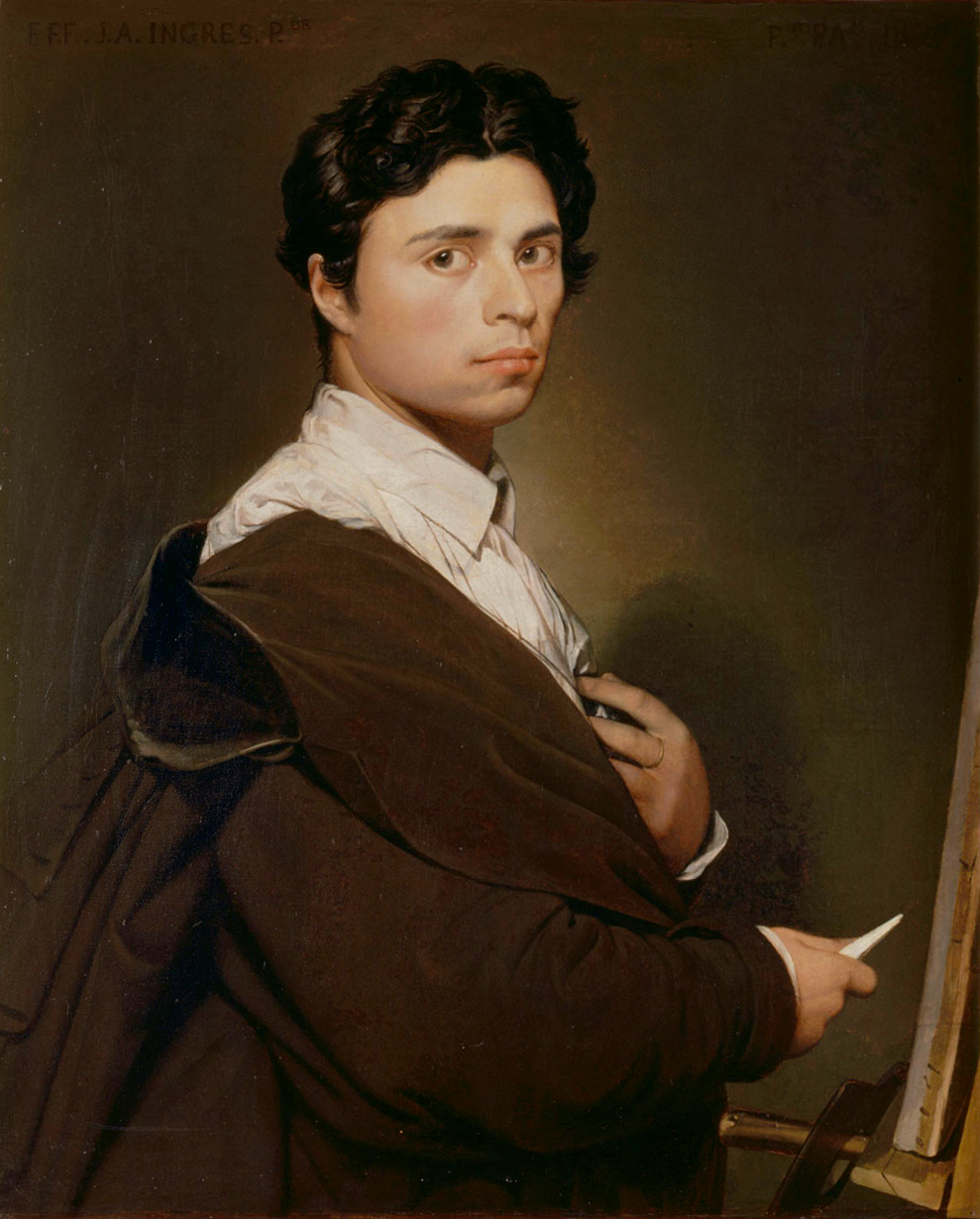
جان أوغست دومينيك آنغر

كان جان أوغست دومينيك إنجرس (29 أغسطس 1780 - 14 يناير 1867) رسامًا فرنسيًا على الطراز الكلاسيكي الحديث. تأثر إنجرس بعمق بالتقاليد الفنية السابقة وكان يتطلع إلى أن يصبح وصيًا للأرثوذكسية الأكاديمية ضد الأسلوب الرومانسي الصاعد. على الرغم من أنه اعتبر نفسه رسامًا للتاريخ وفقًا لتقليد نيكولا بوسان وجاك لويس ديفيد، إلا أن لوحاته، المرسومة وغير المرسومة على حد سواء، هي التي تم الاعتراف بها على أنها أعظم تراث له. جعلت تشويهاته التعبيرية للشكل والفضاء منه نذيرًا مهمًا للفن الحديث، مما أثر على فنانين كبار أمثال بيكاسو وماتيس وغيرهم من الحداثيين.